# Tượng Svätopluk tại lâu đài Bratislava
Tượng Svätopluk tại lâu đài Bratislava (tiếng Slovakia: Socha Svätopluka na Bratislavskom hrade) là một bức tượng mô tả Svätopluk đang cưỡi ngựa, nằm bên trong khuôn viên của lâu đài Bratislava ở thủ đô Bratislava của Slovakia. Svätopluk là người cai trị thứ ba của Đại Moravia. Ján Kulich là tác giả của tác phẩm điêu khắc này.

## Miêu tả
Tượng Svätopluk là một tác phẩm điêu khắc được đúc bằng đồng. Chân đế làm bằng đá granit. Bức tượng cao 7,8 mét. Trên bệ có một tấm bảng với dòng chữ Svätopluk - vị vua của người Slovak Cổ.

## Lịch sử
Một cuộc gây quỹ đã được Hiệp hội công dân Svätopluk tổ chức để có nguồn tài trợ cho việc đúc tượng Svätopluk. Hiệp hội công dân này được thành lập theo khởi xướng của Tổng thống Cộng hòa Slovakia Ivan Gašparovič, Chủ tịch Hội đồng Quốc gia Cộng hòa Slovakia Pavel Paška và Thủ tướng Cộng hòa Slovakia Robert Fico. Theo một số phương tiện truyền thông, bức tượng Svätopluk đứng ở lâu đài Bratislava theo sáng kiến của cựu Thủ tướng Robert Fico. Lễ khánh thành bức tượng Svätopluk diễn ra vào ngày 6 tháng 6 năm 2010.